# Charles Tellier (Schiff)
Die Charles Tellier war ein 1952 in Dienst gestelltes Passagierschiff der französischen Reederei Compagnie de Navigation Sud-Atlantique, das für diese bis 1962 im Einsatz stand und anschließend unter demselben Namen bis 1967 für Messageries Maritimes fuhr. Zuletzt trug das Schiff den Namen Le Havre Abeto, ehe es 1984 zum Abbruch nach Chittagong ging.

## Geschichte
Die Charles Tellier entstand unter der Baunummer 351 in der Werft von Ateliers & Chantiers de La Loire in Saint-Nazaire und lief am 2. Dezember 1951 vom Stapel. Nach ihrer Ablieferung an die Compagnie de Navigation Sud-Atlantique nahm sie 1952 den Liniendienst von Hamburg und Le Havre nach Buenos Aires auf. Im selben Jahr folgten ihre zwei Schwesterschiffe Louis Lumière (1984 abgewrackt) und Laennec (1976 ausgebrannt). Namensgeber des Schiffes war der französische Ingenieur Charles Tellier.
Am 20. Februar 1958 kollidierte die Charles Tellier auf der Schelde mit dem türkischen Frachtschiff Aydin, wodurch dieses sank. 1962 stellte die Compagnie de Navigation Sud-Atlantique den Betrieb ein. Die Charles Tellier wurde mit dem Rest der Flotte von der Reederei Messageries Maritimes übernommen und auf derselben Strecke eingesetzt. Am 11. April 1964 brach ein Feuer an einem der Generatoren des Schiffes aus, zudem lief es am 17. Januar 1966 bei Buenos Aires auf Grund.
Im Januar 1967 beendete die Charles Tellier den Liniendienst und wurde aufgelegt. Nach mehreren Monaten Liegezeit ging sie im August 1967 als Le Havre Abeto an die Reederei Abeto SA, um fortan überwiegend indonesische Pilger nach Mekka zu bringen. Im März 1978 wurde das Schiff endgültig ausgemustert, aber erst nach sechs weiteren Liegejahren im Juni 1984 zum Abbruch nach Chittagong in Bangladesch gebracht.